# Baudecet (rivière)
 (mars 2021).
Si vous disposez d'ouvrages ou d'articles de référence ou si vous connaissez des sites web de qualité traitant du thème abordé ici, merci de compléter l'article en donnant les références utiles à sa vérifiabilité et en les liant à la section « Notes et références ».
Le Baudecet est un petit ruisseau de Belgique, affluent de l'Orneau, donc sous-affluent de la Meuse par la Sambre.

## Géographie
Il prend sa source dans le hameau de Baudecet (Il faut distinguer Haute Baudecet, avec sa ferme sur la commune de Walhain et Basse Baudecet à Sauvenière, commune de Gembloux) et se jette dans l'Orneau, affluent de la Sambre, à Sauvenière.